# Rodolfo Palacios (actor)
Rodolfo Palacios (Ciudad de México, 18 de septiembre de 1977) es un actor mexicano de teatro, televisión y cine, conocido por sus participaciones en notables proyectos como El cometa (1999), Apocalypto (2006), Asalto al cine (2011), y Capadocia (2008-2012).

## Carrera
Nació en la Ciudad de México. Inició estudiando la licenciatura en Ciencias de la Comunicación en la UNAM, sin embargo, dejó la carrera para estudiar actuación. En su paso por el Centro Universitario de Teatro (C.U.T.) y  El Foro de la Ribiera, termina sus estudios en 1997 en Casa del Teatro, teniendo como maestros a Ludwik Margules, David Olguín, Julieta Egurrola, Raúl Quintanilla, Luis de Tavira, Rogelio Luevano Y José Caballero. Se le han otorgado 3 becas del Fondo Nacional para la Cultura y las Artes (FONCA). Se ha especializado en edición cinematográfica, guion y dirección de cine. Y se ha dedicado como actor al cine en producciones nacionales e internacionales. Estudió actuación y teatro en la Casa del Teatro, Ciudad de México. 
Su primer proyecto de cine fue con la cinta El cometa de 1999 como Melquiades, un papel pequeño, para posteriormente aparecer en Los Plateados, serie televisiva de 2005. Su gran oportunidad en el cine llegó en 2006, cuando la directora de casting, Carla Hool lo llama para audicionar en la cinta Apocalypto de Mel Gibson. El casting consistió en leer un poema en español, y luego leer la traducción en maya. Tras el casting, recibe una llamada de Gibson, quién lo cita para una entrevista:

Fui a la entrevista, la cual fue en inglés, y ahí platiqué con él como 10 ó 15 minutos, en los cuales le conté acerca de mi experiencia y de mi formación, y del acercamiento que yo había tenido para con los mayas. Mel me dijo que gracias y que me llamaban, a lo cual yo pensé: “bueno, al menos ya puedo decir que platiqué con él...". Y en ésas estaba caminando por el pasillo, cuando una voz gritó mi nombre y me dijo: "Rodolfo, espera, ¿sabes correr?”. “Sí”, le dije. “¿Te gustaría ir a Veracruz, a hacer unas pruebas conmigo?”. “Sí, claro”, le dije. “Ok, ya está, nos vemos en dos días." Y dos días más tarde estaba en la selva de Veracruz, haciendo pruebas con él y un grupo de 20 actores más.
—declaró Palacios en entrevista.

Dentro de sus proyectos realizados se encuentran la cinta Revolución de 2010, la serie de televisión Capadocia  de 2008, Asalto al cine (2011), Yago (2016) y La piloto (2017). También ha incursionado en el campo de la docencia, impartiendo talleres y clases de actuación y construcción de personajes.

## Filmografía

### Televisión
- Señofobia
- Un Día Para Vivir
- Yago
- La Piloto
- Por los Pelos
- Capadocia
- Los Plateados
- Gitana

### Cine
- El Cometa
- Sangre Joven
- Apocalypto
- Revolución
- Asalto de Cine
- 4 Maras
- Manual de Principiantes
- Juan y Vaneza
- Las Reglas de la Ruina
- Influencia
- Marioneta
- Delirios
- Lacandona